# Marzenin (województwo łódzkie)
Marzenin – wieś sołecka w Polsce położona w województwie łódzkim, w powiecie łaskim, w gminie Sędziejowice.

## Historia
Pierwsza wzmianka pisana z 1331 r. w Kodeksie Dyplomatycznym Wielkopolski – nr III-6 – ecclesiam in Marzenyno w Ziemi Sieradzkiej, posiadłość arcybiskupów gnieźnieńskich. W 1350 r. Marzenyno, wieś arcyb. gnieźnieński Jarosław Bogoria Skotnicki zamienia w 5/6 cz. na inną, stanowiącą własność rycerza Strączka. Pozostałą 1/6 część sprzedał Mikołajowi, kanclerzowi gnieźnieńskiemu. W Kodeksie Dypl. Wielkopolski z 1357 r. – Marzenino villa in terra Syradie, która w części należy do arcyb. gnieźn., co potwierdza Kazimierz Wielki. W 1392 r. księgi ziemskie Sieradzkiego: Nicolaus de Marzenino, "Liberum beneficiorum... " Łaskiego: Marzenyn – villa, par. w miejscu. W XVI w. patronat kościoła sprawował kanclerz gnieźnienski, który pobierał ze wsi dziesięcinę snopową. W "Słowniku geograficznym Królestwa Polskiego..." t. VI jest informacja, że dobra te na przełomie XVIII/XIX w. należały do Franciszka Zaremby Cieleckiego. W 1806 r. zostały sprzedane Józefowi Watt Kosickiemu. W 1830 r. nabył je Stanisław Szeliski. Ostatnim właścicielem Marzenina był Bolesław Dziembowski, który w 1904 r. przeprowadził tu parcelację. 
W latach 1975–1998 miejscowość administracyjnie należała do województwa sieradzkiego.

## Zabytki
Kościół murowany Wniebowzięcia NMP wzniesiono w 1372 r. z fundacji arcybiskupa Jarosława Skotnickiego lub archidiakona gnieźnieńskiego Bronisława. Do tego kościoła ok. 1750 r. dobudowano nawę drewnianą, którą ok. 1820 r. zastąpiono nawą murowaną kosztem parafian: Cieleckiego – stolnika i Antoniego Potockiego – cześnika sieradzkiego. Kolejne przebudowy (1873, 1896, 1905–25) sprawiły, że obecnie kościół jest bezstylowy. 
Bogate wyposażenie kościoła pochodzi głównie z XVII i XVIII w. W 1992 r. w prezbiterium odnaleziono malowidła datowane na połowę XV w. (rzadkość na terenie środkowej Polski), częściowo przemalowane ok. 1520 r., przedstawiające sceny z życia św. Anny, NMP i Chrystusa. 
Na cmentarzu cenne nagrobki: kaplica grobowa Wierzchlejskich, grobowce Sulimierskich, Piasczyńskich i kilka innych oraz dwie mogiły żołnierskie z I i II wojny światowej. Przy kościele pomnik Tadeusza Kościuszki. 
Na lewym brzegu Grabi, w Woli Marzeńskiej, zachował się młyn wodny z końca XIX w., a w nim turbina wodna sprzed I wojny światowej. Obok młyna resztki dawnego folwarku: park dworski z altaną w kształcie koła oraz budynek kuźni. Przebiega tędy znakowany na żółty szlak pieszy "Młynów nad Grabią".